# Liste der Skigebiete in Südtirol

## Übersicht der bestehenden Skigebiete
| Name                            | Gemeinden                                | Koordinaten                      | Mitglied im Verbund                   | Seehöhe in m von | Seehöhe in m bis | Liftanlagen | Pisten in km | Pisten in km (Detail)            | Rodelbahnen Gesamt | Langlaufloipe | Weblink |
| ------------------------------- | ---------------------------------------- | -------------------------------- | ------------------------------------- | ---------------- | ---------------- | ----------- | ------------ | -------------------------------- | ------------------ | ------------- | ------- |
| Skigebiet Alta Badia            | Abtei, Corvara                           | 46° 33′ 52,8″ N, 11° 54′ 21,8″ O | Dolomiti Superski                     | 1324             | 2778             | 53          | 130          | 70 leicht, 52 mittel, 8 schwer   | 3                  | 30 km         |         |
| Skigebiet Carezza – Karersee    | Welschnofen, Vigo di Fassa (TN)          | 46° 24′ 29,1″ N, 11° 35′ 30″ O   | Dolomiti Superski                     | 1620             | 2337             | 15          | 40           | 23 leicht, 12 mittel, 5 schwer   | 2                  | 3 Loipen      |         |
| Skigebiet Drei Zinnen Dolomiten | Innichen, Sexten                         | 46° 43′ 1″ N, 12° 21′ 39,7″ O    | Dolomiti Superski                     | 1130             | 2200             | 32          | 93           | 38 leicht, 43 mittel, 12 schwer  | 3                  | 200 km        |         |
| Skigebiet Gitschberg-Jochtal    | Mühlbach, Vintl                          | 46° 50′ 6,8″ N, 11° 40′ 9,6″ O   | Dolomiti Superski                     | 1307             | 2498             | 16          | 51           | 17 leicht, 25 mittel, 9 schwer   | 8                  | 4 Loipen      |         |
| Skigebiet Gröden                | St. Christina, St. Ulrich, Wolkenstein   | 46° 33′ 20,3″ N, 11° 46′ 6,4″ O  | Dolomiti Superski                     | 1550             | 2518             | 34          | 115          | 34 leicht, 65 mittel, 16 schwer  | 1                  | 133 km        |         |
| Skigebiet Jochgrimm             | Aldein                                   | 46° 20′ 48″ N, 11° 27′ 15,3″ O   |                                       | 1834             | 2223             | 4           | 7            | 4 leicht, 2 mittel, 1 schwer     | 1                  | 3 Loipen      |         |
| Skigebiet Klausberg             | Ahrntal                                  | 46° 59′ 4,2″ N, 11° 59′ 5,9″ O   | Skiworld Ahrntal                      | 1050             | 2510             | 11          | 30           | 14 leicht, 12 mittel, 4 schwer   | 3                  | 51 km         |         |
| Skigebiet Kronplatz             | Bruneck, Enneberg, Olang                 | 46° 44′ 28,4″ N, 11° 57′ 25,1″ O | Dolomiti Superski                     | 835              | 2275             | 32          | 119          | 52 leicht, 42 mittel, 25 schwer  | 2                  | 4 Loipen      |         |
| Skigebiet Ladurns               | Brenner                                  | 46° 56′ 35,3″ N, 11° 22′ 37,2″ O | Ortler Skiarena                       | 1100             | 2030             | 5           | 15           | 6 leicht, 8 mittel, 1 schwer     | 1                  | 2 Loipen      |         |
| Ski Center Latemar              | Deutschnofen, Predazzo (TN), Tesero (TN) | 46° 21′ 1,1″ N, 11° 32′ 32″ O    | Dolomiti Superski                     | 1550             | 2500             | 18          | 48           | 9 leicht, 32 mittel, 7 schwer    | 2                  | 100 km        |         |
| Skigebiet Meran 2000            | Hafling, Meran, Sarntal                  | 46° 39′ 57,7″ N, 11° 14′ 29″ O   | Ortler Skiarena                       | 1680             | 2300             | 8           | 40           | 12 leicht, 25 mittel, 3 schwer   | 2                  | 1 Loipe       |         |
| Skigebiet Pfelders              | Moos in Passeier                         | 46° 47′ 28,3″ N, 11° 5′ 58,9″ O  | Ortler Skiarena                       | 1601             | 2502             | 4           | 13           | 3 leicht, 9 mittel, 1 schwer     | 2                  | 2 Loipen      |         |
| Skigebiet Plose                 | Brixen                                   | 46° 41′ 10,1″ N, 11° 42′ 47,5″ O | Dolomiti Superski                     | 1067             | 2505             | 7           | 37           | 15 leicht, 17 mittel, 5 schwer   | 3                  | 4 Loipen      |         |
| Skigebiet Ratschings-Jaufen     | Ratschings                               | 46° 50′ 52,8″ N, 11° 18′ 13,9″ O |                                       | 1300             | 2150             | 8           | 25           | 7 leicht, 18 mittel              | 1                  | 1 Loipe       |         |
| Skigebiet Reinswald             | Sarntal                                  | 46° 41′ 43,3″ N, 11° 26′ 24,4″ O | Ortler Skiarena                       | 1570             | 2460             | 4           | 14           | 4 leicht, 7 mittel, 3 schwer     | 2                  | 1 Loipe       |         |
| Skigebiet Rittner Horn          | Barbian, Ritten                          | 46° 36′ 9,3″ N, 11° 27′ 23,8″ O  | Ortler Skiarena                       | 1530             | 2260             | 3           | 15           | 6,5 leicht, 6 mittel, 2,5 schwer | 1                  | 2 Loipen      |         |
| Skigebiet Rosskopf              | Ratschings, Sterzing                     | 46° 54′ 45,9″ N, 11° 23′ 51,6″ O | Ortler Skiarena                       | 960              | 2189             | 3           | 18           | 6 leicht, 10,5 mittel, 1 schwer  | 1                  | 1 Loipe       |         |
| Skigebiet Schnalstal            | Schnals                                  | 46° 45′ 29,8″ N, 10° 46′ 56,2″ O | Ortler Skiarena                       | 2011             | 3212             | 12          | 30           | 8 leicht, 8 mittel, 14 schwer    | 1                  | 2 Loipen      |         |
| Skigebiet Schöneben             | Graun im Vinschgau                       | 46° 48′ 14,3″ N, 10° 29′ 22,2″ O | Ortler Skiarena, Zwei Länder Skiarena | 1460             | 2350             | 10          | 65           | 5 leicht, 5 mittel, 3 schwer     | 2                  | 30 km         |         |
| Skigebiet Schwemmalm            | Ulten                                    | 46° 32′ 27,6″ N, 10° 56′ 3″ O    | Ortler Skiarena                       | 1500             | 2625             | 5           | 23           | 9 leicht, 12 mittel, 2 schwer    | 1                  | 1 Loipe       |         |
| Skigebiet Seiser Alm            | Kastelruth                               | 46° 32′ 47,5″ N, 11° 38′ 9″ O    | Dolomiti Superski                     | 1685             | 2177             | 21          | 60           | 18 leicht, 40 mittel, 2 schwer   | 11                 | 80 km         |         |
| Skigebiet Speikboden            | Sand in Taufers                          | 46° 55′ 33,8″ N, 11° 54′ 15″ O   | Skiworld Ahrntal                      | 930              | 2400             | 8           | 38           | 3 leicht, 24 mittel, 11 schwer   | 2                  | 16 km         |         |
| Skigebiet Sulden                | Stilfs                                   | 46° 31′ 28,9″ N, 10° 35′ 21,4″ O | Ortler Skiarena, Zwei Länder Skiarena | 1900             | 3250             | 10          | 44           | 17 leicht, 13 mittel, 14 schwer  | 1                  | 8 km          |         |
| Skigebiet Trafoi                | Stilfs                                   | 46° 34′ 11,3″ N, 10° 30′ 17,2″ O | Ortler Skiarena, Zwei Länder Skiarena | 1570             | 2400             | 4           | 10           | 4 leicht, 5 mittel, 1 schwer     | 1                  | 1 Loipe       |         |
| Skigebiet Vigiljoch             | Lana, Marling, Tscherms                  | 46° 38′ 15,2″ N, 11° 5′ 51,2″ O  |                                       | 1490             | 1814             | 4           | 3            | 1 leicht, 2 mittel               | 1                  |               |         |
| Skigebiet Watles                | Mals                                     | 46° 42′ 28,9″ N, 10° 29′ 35,4″ O | Ortler Skiarena, Zwei Länder Skiarena | 1750             | 2500             | 3           | 18           | 6 leicht, 12 mittel              | 1                  | 15 km         |         |

Zu den Pisten in Kilometern: Viele Skigebiete geben zu hohe Pistenlängen an. Das hatte schon im Jahr 2013 der deutsche Kartograph und Journalist Christoph Schrahe festgestellt und bemängelt. Er hat eine Methode und ein Gütesiegel entwickelt, dies zu korrigieren und korrekte Pistenlängen anzugeben.

## Sommerskigebiete
| Name                    | Gemeinden           | Koordinaten                   | Mitglied im Verbund | Seehöhe in m von | Seehöhe in m bis | Liftanlagen | Pisten in km | Pisten in km (Detail)          | Saison           | Langlaufloipe | Weblink |
| ----------------------- | ------------------- | ----------------------------- | ------------------- | ---------------- | ---------------- | ----------- | ------------ | ------------------------------ | ---------------- | ------------- | ------- |
| Skigebiet Stilfser Joch | Stilfs, Bormio (SO) | 46° 31′ 3,4″ N, 10° 27′ 30″ O |                     | 2758             | 3450             | 6           | 30           | 15 leicht, 14 mittel, 1 schwer | Mai bis November | 3 Loipen      |         |

Im Skigebiet Schnalstal fand der letzte Sommerbetrieb 2012 statt.

## Ehemalige Skigebiete
- Das Skigebiet Schneiderwiesen in Kohlern oberhalb von Bozen (46° 27′ 54,7″ N, 11° 22′ 2,9″ O) bestand von 1966 bis 1974.
- Das 1974 entstandene Skigebiet Hirzer in der Gemeinde Schenna (46° 44′ 22″ N, 11° 15′ 18,9″ O) sperrte 1985 zu.
- Das 1970 gegründete Skigebiet Katzenburg bei Niederdorf (46° 43′ 45,1″ N, 12° 10′ 41,3″ O) schloss 1985.
- Von 1948 bis 1986 bestand das Skigebiet Zirog bei Brenner (46° 58′ 21,8″ N, 11° 29′ 57,8″ O).
- Das Skigebiet Hühnerspiel bei Gossensaß (46° 56′ 31,2″ N, 11° 27′ 55″ O) war von 1964 bis 1991 in Betrieb.
- Das 1970 gegründete Skigebiet Lachwiesen in der Gemeinde Toblach (46° 44′ 36,4″ N, 12° 15′ 2,7″ O) wurde 1994 aufgelassen.
- Das Skigebiet Ratsberg bei Toblach (46° 44′ 36,4″ N, 12° 15′ 2,7″ O) hatte von 1962 bis 1994 Bestand.
- Das Skigebiet Walde in der Gemeinde Welsberg-Taisten (46° 44′ 48,8″ N, 12° 5′ 23,3″ O) wurde ca. 1975 eröffnet und blieb bis 1998 bestehen.
- Das Skigebiet Maurerberg in der Gemeinde St. Martin in Thurn (46° 41′ 34,6″ N, 11° 49′ 34,3″ O) existierte von 1963 bis 1999.
- Das 1978 eröffnete Skigebiet Tarscher Alm in der Gemeinde Latsch (46° 34′ 52,6″ N, 10° 53′ 18,6″ O) wurde 2007 geschlossen und nach einer kurzen Wiederaufnahme des Betriebs 2010–2012 erneut aufgelassen.
- Das 1976 gegründete Skigebiet Maseben in Langtaufers (46° 49′ 44,4″ N, 10° 39′ 0″ O) wurde 2014 geschlossen.[83]
- Das ehemals eigenständige, 1963 eröffnete Skigebiet Haideralm (46° 45′ 40″ N, 10° 30′ 16,3″ O) ging 2017 im Skigebiet Schöneben auf.